# O Páramo
O Páramo är en ort i Spanien.   Den ligger i provinsen Provincia de Lugo och regionen Galicien, i den nordvästra delen av landet, 400 km nordväst om huvudstaden Madrid. O Páramo ligger 704 meter över havet och antalet invånare är 1 892.
Terrängen runt O Páramo är huvudsakligen kuperad, men åt nordväst är den platt. Runt O Páramo är det ganska glesbefolkat, med 21 invånare per kvadratkilometer. Närmaste större samhälle är Corgo, 10,7 km väster om O Páramo. Omgivningarna runt O Páramo är en mosaik av jordbruksmark och naturlig växtlighet.